# Pararhaphoxya pulchra
Pararhaphoxya pulchra är en svampdjursart som först beskrevs av Brøndsted 1924.  Pararhaphoxya pulchra ingår i släktet Pararhaphoxya och familjen Axinellidae. Inga underarter finns listade i Catalogue of Life.